# Phytocoris lineatus
Phytocoris lineatus är en insektsart som beskrevs av Reuter 1909. Phytocoris lineatus ingår i släktet Phytocoris och familjen ängsskinnbaggar. Inga underarter finns listade i Catalogue of Life.